# خدمة التوثيق بالرقم السري المتغير (OTP)
كلمة المرور لمرة واحدة ( إختصاراً: OTP) (بالانجليزية:One time password)، والمعروفة أيضًا باسم PIN لمرة واحدة، أو رمز التفويض لمرة واحدة (OTAC) أو كلمة المرور الديناميكية.
هي كلمة مرور صالحة لجلسة أو معاملة تسجيل دخول واحدة فقط، على نظام كمبيوتر أو غيره لأي جهاز رقمي. تتجنب OTP العديد من أوجه القصور المرتبطة بالمصادقة التقليدية (الثابتة) القائمة على كلمة المرور؛ يشتمل عدد من التطبيقات أيضًا على مصادقة ثنائية (المصادقة متعددة العوامل) من خلال التأكد من أن كلمة المرور لمرة واحدة تتطلب الوصول إلى شيء يمتلكه الشخص (مثل جهاز سلسلة مفاتيح صغير مزود بآلة حاسبة لمرة واحدة مدمجة فيه، أو بطاقة ذكية أو هاتف محمول محدد) أيضًا كشيء يعرفه الشخص مثل رقم التعريف الشخصي (PIN).
تستخدم خوارزميات إنشاء OTP عادةً العشوائية المظللة أو العشوائية العادية لإنشاء مفتاح مشترك أو أساسي مشترك، ووظائف التجزئة المشفرة دالة تجزئة بيان معمى، والتي يمكن استخدامها لاشتقاق قيمة ولكن يصعب عكسها، وبالتالي يصعب على المهاجم الحصول على البيانات التي تم استخدامها من أجل التجزئة. هذا ضروري لأنه بخلاف ذلك، سيكون من السهل التنبؤ بملفات OTP في المستقبل من خلال ملاحظة السابقة.
تمت مناقشة كلمة المرور لمرة واحدة كبديل محتمل لكلمات المرور التقليدية، فضلاً عن كونها مُحسِنة لها. على الجانب السلبي، يمكن اعتراض OTPs أو إعادة توجيهها، ويمكن أن تُفقد الرموز المميزة الصلبة أو تتلف أو تُسرق. العديد من الأنظمة التي تستخدم OTPs لا تنفذها بشكل آمن، ولا يزال بإمكان المهاجمين معرفة كلمة المرور من خلال هجمات التصيد لانتحال شخصية المستخدم المصرح له.